# أنبوب ويليامز

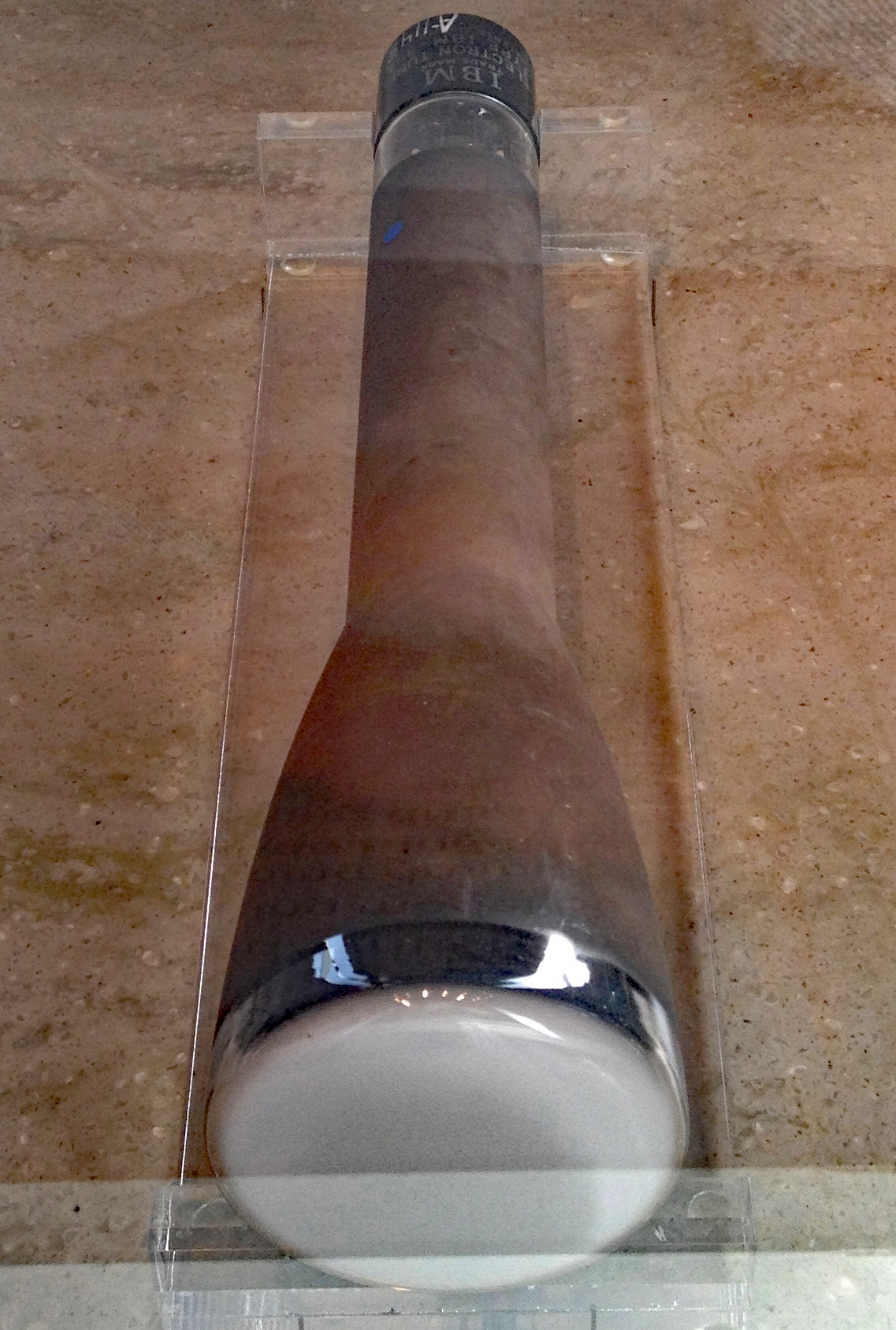
أنبوب ويليامز كيلبورن من IBM 701 في متحف تاريخ الكمبيوتر ، في ماونتن فيو ، كاليفورنيا

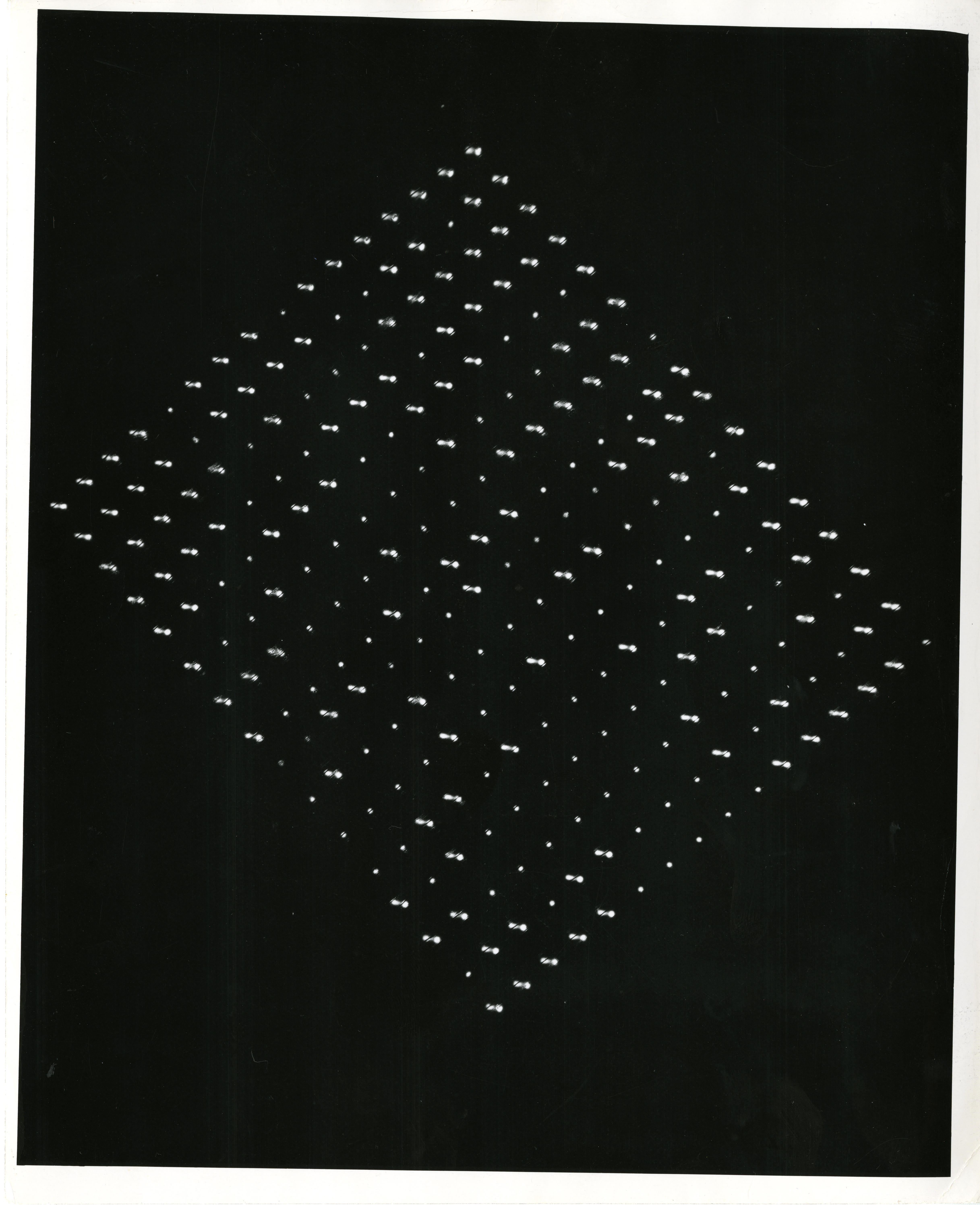
نمط الذاكرة على أنبوب SWAC Williams CRT

إن أنبوب ويليامز ، أو أنبوب ويليامز-كيلبورن بعد المخترعين فريدي ويليامز وتوم كيلبورن، هو شكل مبكر من ذاكرة الكمبيوتر. كان أول جهاز تخزين رقمي للوصول العشوائي، واستخدم بنجاح في العديد من أجهزة الكمبيوتر القديمة.
يعمل أنبوب ويليامز من خلال عرض شبكة من النقاط على أنبوب أشعة الكاثود (CRT). نظرًا للطريقة التي تعمل بها CRTs ، فإن هذا يخلق شحنة صغيرة من الكهرباء الساكنة فوق كل نقطة. تتم قراءة الشحنة في موقع كل نقطة بواسطة لوح معدني رفيع أمام الشاشة مباشرة. نظرًا لتلاشي الشاشة بمرور الوقت، تم تحديثها بشكل دوري. إنه يدور بشكل أسرع من ذاكرة خط التأخير الصوتي السابقة، بسرعة الإلكترونات داخل الأنبوب المفرغ، بدلاً من سرعة الصوت. ومع ذلك، فقد تأثر النظام سلبًا بأي مجالات كهربائية قريبة، وتطلب محاذاة مستمرة لمواصلة العمل. تم استخدام أنابيب ويليامز-كيلبورن بشكل أساسي في تصميمات الكمبيوتر عالية السرعة.
تقدم ويليامز وكيلبورن بطلب للحصول على براءات الاختراع البريطانية في 11 ديسمبر 1946،  و 2 أكتوبر 1947،  تليها طلبات براءات الاختراع الأمريكية في 10 ديسمبر 1947،  و 16 مايو 1949.

## مبدأ العمل
يعتمد أنبوب ويليامز على تأثير يسمى الانبعاث الثانوي الذي يحدث على أنابيب أشعة الكاثود (CRTs). فعندما يصطدم شعاع الإلكترون بالفوسفور الذي يشكل سطح الشاشة، فإنه عادة ما يتسبب في إضائته؛ ومع ذلك، إذا كانت طاقة الشعاع هو فوق عتبة معينة (اعتمادا على مزيج الفوسفور) فإنه يسبب أيضا الإلكترونات ليكون ضرب من الفوسفور. تنتقل هذه الإلكترونات مسافة قصيرة قبل أن تنجذب مرة أخرى إلى سطح CRT وتسقط عليه لمسافة قصيرة. التأثير الكلي هو إحداث شحنة موجبة طفيفة في المنطقة المباشرة من الحزمة حيث يوجد عجز في الإلكترونات، وشحنة سالبة طفيفة حول النقطة حيث تهبط تلك الإلكترونات. تبقى الشحنة الناتجة على سطح الأنبوب لجزء من الثانية بينما تتدفق الإلكترونات عائدة إلى مواقعها الأصلية. يعتمد العمر الافتراضي على المقاومة الكهربائية للفوسفور وحجم البئر.
تُستخدم عملية إنشاء بئر الشحن كعملية كتابة في ذاكرة الكمبيوتر أو تخزين رقم ثنائي واحد أو بت. مجموعة من النقاط أو المسافات، غالبًا صف أفقي واحد على الشاشة، تمثل كلمة كمبيوتر. هناك علاقة بين حجم النقاط وتباعدها وعمرها، بالإضافة إلى القدرة على رفض الحديث المتبادل مع النقاط المجاورة. يضع هذا حدًا أعلى لكثافة الذاكرة، ويمكن لكل أنبوب ويليامز تخزين حوالي 1024 إلى 2560 بت من البيانات. نظرًا لأن شعاع الإلكترون خالي من القصور الذاتي بشكل أساسي ويمكن نقله في أي مكان على الشاشة، يمكن للكمبيوتر الوصول إلى أي مكان، مما يجعله ذاكرة وصول عشوائي. عادةً ما يقوم الكمبيوتر بتحميل العنوان كزوج X و Y في دائرة السائق ثم يقوم بتشغيل مولد قاعدة الوقت الذي من شأنه أن يكتسح المواقع المحددة، أو القراءة من السجلات الداخلية أو الكتابة إليها، والتي يتم تنفيذها عادةً على شكل flip-flops .
تمت قراءة الذاكرة بتأثير ثانوي ناتج عن عملية الكتابة. خلال الفترة القصيرة التي تحدث فيها الكتابة، فإن إعادة توزيع الشحنات في الفوسفور تولد تيارًا كهربائيًا يحث على الجهد في أي موصلات قريبة. تتم قراءة ذلك عن طريق وضع صفيحة معدنية رفيعة أمام جانب شاشة CRT مباشرة. أثناء عملية القراءة، تكتب الحزمة إلى مواقع البت المحددة على الشاشة. تلك المواقع التي تم كتابتها سابقًا قد استنفدت بالفعل الإلكترونات، لذلك لا يتدفق التيار ولا يظهر أي جهد على اللوحة. هذا يسمح للكمبيوتر بتحديد وجود "1" في ذلك الموقع. إذا لم يتم كتابة الموقع من قبل، فإن عملية الكتابة ستخلق بئرًا وستتم قراءة نبضة على اللوحة، تشير إلى "0".
تؤدي قراءة موقع الذاكرة إلى إنشاء شحنة جيدة سواء كان هناك أحد من قبل أم لا، مما يؤدي إلى تدمير المحتويات الأصلية لذلك الموقع، وبالتالي يجب أن يتبع أي قراءة كتابة لإعادة البيانات الأصلية. في بعض الأنظمة، تم تحقيق ذلك باستخدام مسدس إلكترون ثانٍ داخل CRT يمكنه الكتابة إلى موقع واحد بينما كان الآخر يقرأ التالي. نظرًا لأن الشاشة ستتلاشى بمرور الوقت، كان لابد من تحديث الشاشة بالكامل بشكل دوري باستخدام نفس الطريقة الأساسية. ومع ذلك، نظرًا لقراءة البيانات ثم كتابتها على الفور، يمكن تنفيذ هذه العملية عن طريق دائرة خارجية بينما كانت وحدة المعالجة المركزية (CPU) مشغولة بتنفيذ عمليات أخرى. عملية التحديث هذه مشابهة لدورات تحديث الذاكرة للذاكرة الحيوية في الأنظمة الحديثة.
نظرًا لأن عملية التحديث تسببت في ظهور نفس النمط باستمرار على الشاشة، كانت هناك حاجة إلى أن تكون قادرًا على محو القيم المكتوبة مسبقًا. يتم تحقيق ذلك عادةً عن طريق الكتابة إلى الشاشة بجوار الموقع الأصلي مباشرةً. ستسقط الإلكترونات الصادرة عن هذه الكتابة الجديدة في البئر المكتوب سابقًا، مما يعيد ملئها. أنتجت الأنظمة الأصلية هذا التأثير من خلال كتابة شرطة صغيرة، والتي كان من السهل تحقيقها دون تغيير العدادات الرئيسية، وببساطة إنتاج تيار الكتابة لفترة أطول قليلاً. كان النمط الناتج عبارة عن سلسلة من النقاط والشرطات. كان هناك قدر كبير من الأبحاث حول أنظمة محو أكثر فعالية، مع بعض الأنظمة التي تستخدم حزم خارج التركيز أو أنماط معقدة.
تم صنع بعض أنابيب ويليامز من أنابيب أشعة الكاثود من نوع الرادار مع طلاء الفوسفور الذي جعل البيانات مرئية، بينما تم بناء أنابيب أخرى لهذا الغرض دون مثل هذا الطلاء. لم يكن لوجود هذا الطلاء أو عدم وجوده أي تأثير على تشغيل الأنبوب، ولم يكن له أهمية بالنسبة للمشغلين، حيث تم تغطية وجه الأنبوب بلوحة الالتقاط. إذا كانت هناك حاجة إلى مخرج مرئي، يتم استخدام أنبوب ثان متصل بالتوازي مع أنبوب التخزين، مع طلاء الفوسفور، ولكن بدون لوحة الالتقاط، كجهاز عرض.

## تطوير
تم تطويره في جامعة مانشستر في إنجلترا، حيث وفر الوسيط الذي تم من خلاله تنفيذ أول برنامج ذاكرة مخزنة إلكترونيًا في كمبيوتر Manchester Baby ، والذي نجح في تشغيل البرنامج لأول مرة في 21 يونيو 1948. في الواقع، بدلاً من تصميم ذاكرة أنبوب ويليامز للطفل، كان الطفل بمثابة اختبار لإثبات موثوقية الذاكرة. كتب توم كيلبورن برنامجًا من 17 سطرًا لحساب أعلى عامل مناسب يبلغ 2 18 . تقول التقاليد في الجامعة أن هذا كان البرنامج الوحيد الذي كتبه كيلبورن على الإطلاق.

تميل أنابيب ويليامز إلى أن تصبح غير موثوقة مع تقدم العمر، وكان لابد من «ضبط» معظم المنشآت العاملة يدويًا. على النقيض من ذلك، كانت ذاكرة خط تأخير الزئبق أبطأ وليست عشوائية حقًا، حيث تم تقديم البتات بشكل متسلسل، مما أدى إلى تعقيد البرمجة. احتاجت خطوط التأخير أيضًا إلى ضبط يدوي، لكنها لم تتقدم في العمر بشكل سيئ وتمتعت ببعض النجاح في الحوسبة الإلكترونية الرقمية المبكرة على الرغم من مشاكل معدل البيانات والوزن والتكلفة والحرارة والسمية. ومع ذلك، تم تسويق مانشستر مارك 1 ، الذي استخدم أنابيب ويليامز، بنجاح باسم Ferranti Mark 1 . كما استخدمت بعض أجهزة الكمبيوتر القديمة في الولايات المتحدة أنابيب ويليامز، بما في ذلك آلة IAS (المصممة أصلاً لذاكرة أنبوب Selectron)، و UNIVAC 1103، و IBM 701، و IBM 702، و Standard Western Automatic Computer (SWAC). تم استخدام أنابيب ويليامز أيضًا في طراز Strela-1 السوفيتي وفي اليابان TAC (كمبيوتر طوكيو الأوتوماتيكي).

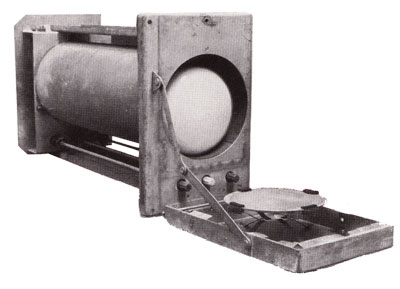
أنبوب ويليامز كيلبورن
رسم تخطيطي لذاكرة أنبوب ويليامز من براءة الاختراع عام 1947
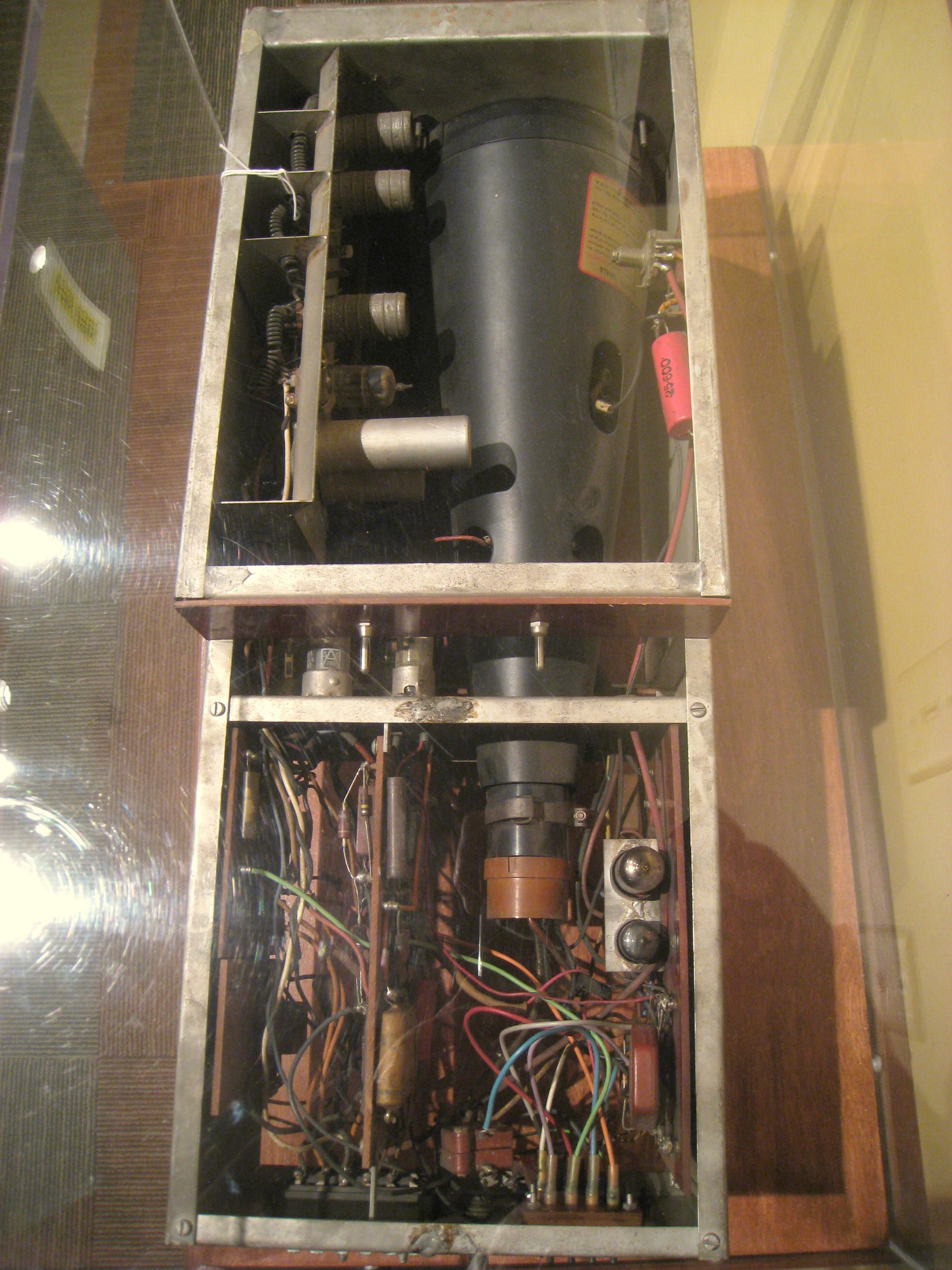
تجميع أنبوب SWAC Williams
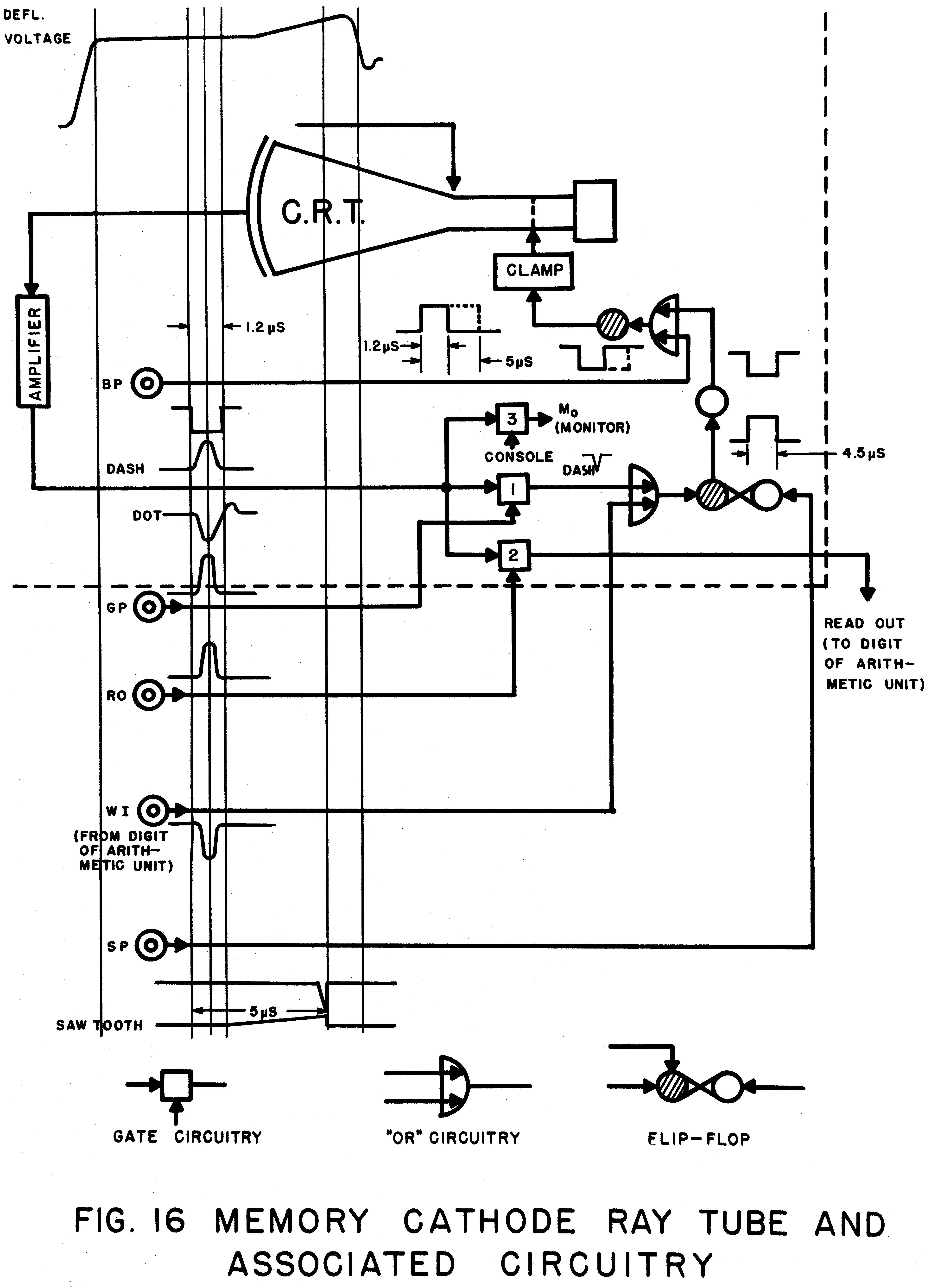
رسم تخطيطي لوحدة أنبوب SWAC Williams

## لقراءة المزيد
- Bashe، Charles J. (1986). IBM's Early Computers. ميت بريس. ISBN:0-262-02225-7.
- Lavington، Simon H. (1980). Early British Computers. دار نشر جامعة مانشستر  [لغات أخرى]‏. ISBN:0-932376-08-8.{{استشهاد بكتاب}}:  صيانة الاستشهاد: علامات ترقيم زائدة (link)
- Randell، Brian (1982). The Origins of Digital Computers (ط. 3rd). Springer-Verlag. ISBN:0-387-11319-3.

## روابط خارجية
- أنبوب ويليامز
- طفل مانشستر وولادة ذاكرة الكمبيوتر
- RCA 6571 ورقة بيانات أنبوب تخزين الكمبيوتر